# Alter Friedhof (Fraulautern)

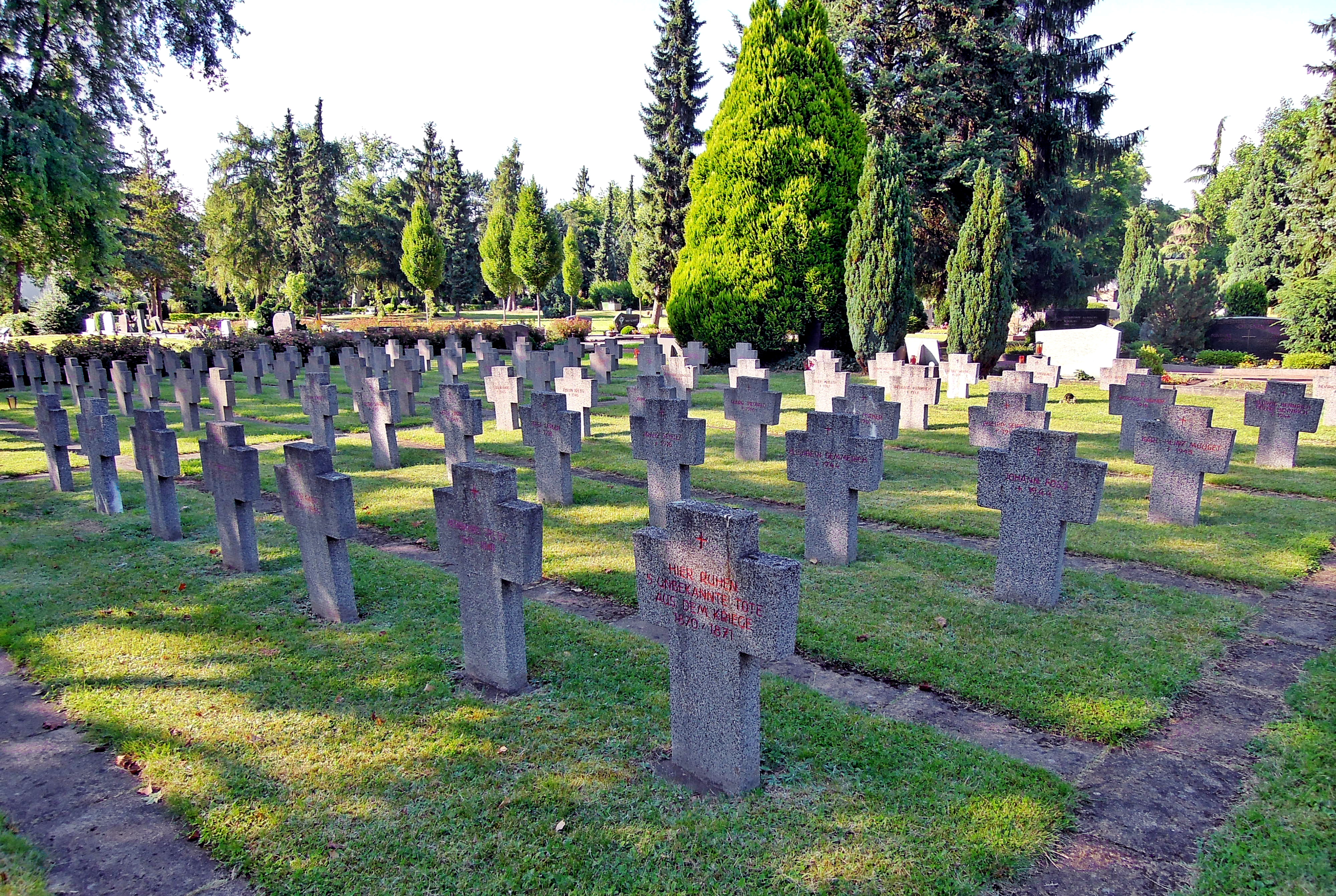
Kriegsgräber aus dem Zweiten Weltkrieg in der Mitte des Friedhofs

Der Alte Friedhof ist ein christlicher Friedhof im Stadtteil Fraulautern der Kreisstadt Saarlouis.
Er ist nicht zu verwechseln mit dem Alten Friedhof in der Innenstadt von Saarlouis.

## Lage und Umgebung
Der Alte Friedhof befindet sich im Ortskern des Ortes Fraulautern, eines Stadtteils der saarländischen Kreisstadt Saarlouis. Er hat insgesamt drei Eingänge, von denen sich zwei in der Friedhofstraße und einer in der Lebacher Straße befinden.

## Geschichte

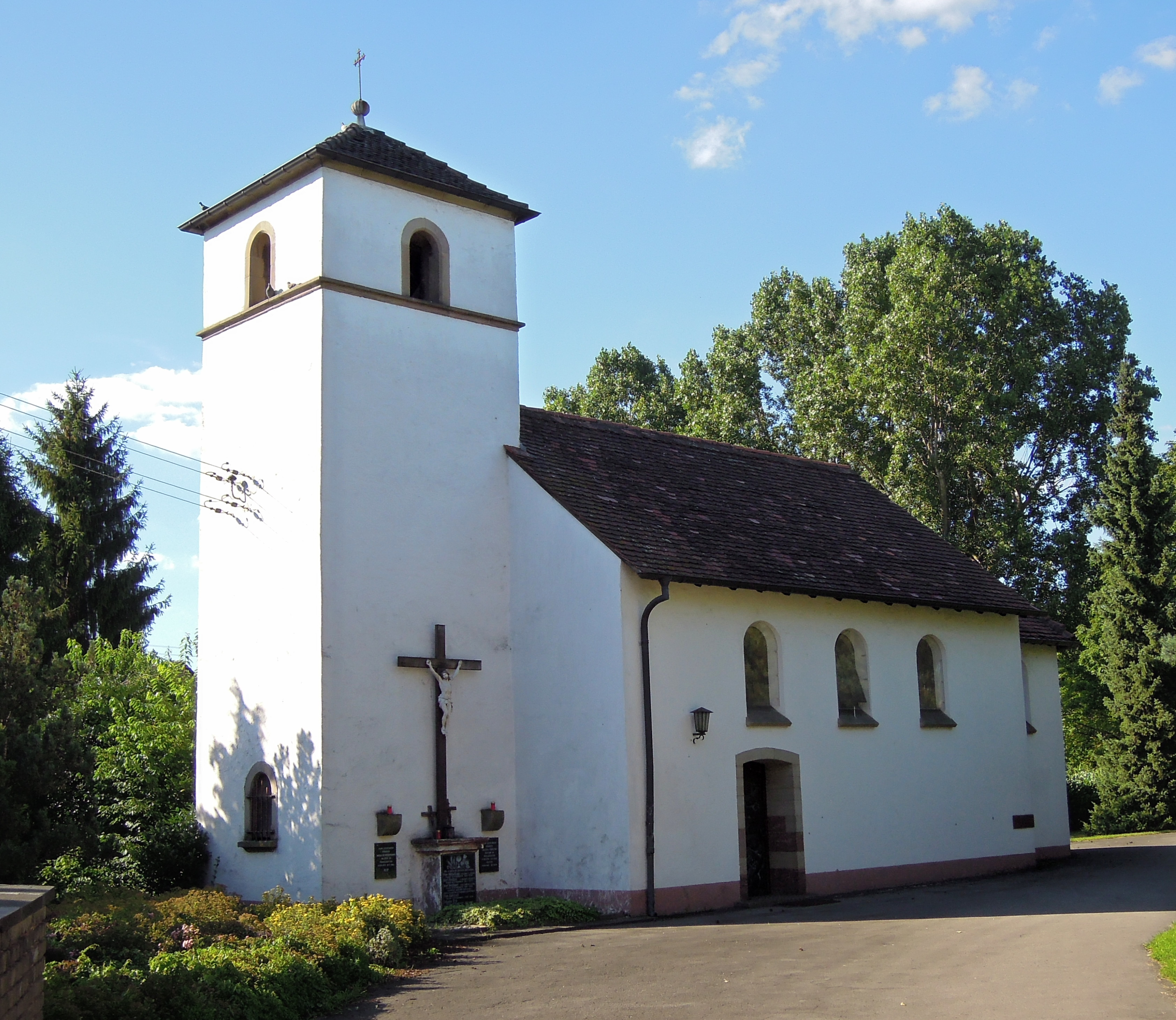
Apollonia-Kapelle

Zur Zeit der Gründung des Ortes Fraulautern und der stetig wachsenden Bevölkerung beschloss man, einen Friedhof im damaligen kleinen Dorf anzulegen. Auf dem Friedhof baute man im Jahre 1540 eine Pfarrkirche für den Ort, die heutige Apollonia-Kapelle (ehemals Pfarrkirche St. Trinitatis). Nachdem die Einwohnerzahl wuchs, nutzte man die Klosterkirche der Abtei Fraulautern (heute Grundschule Im Alten Kloster) als Pfarrkirche. Als diese wegen Baufälligkeit abgerissen werden musste, wurde die Vorgängerkirche der heutigen Pfarrkirche Hl. Dreifaltigkeit nur 50 Meter von der Apollonia-Kapelle entfernt erbaut. Bestattungen fanden also vom Nutzen der Klosterkirche als Pfarrkirche an in dem gerade als Pfarrkirche genutzten Gotteshaus statt. Lediglich evangelische Gemeindemitglieder wurden damals wie heute noch in der Apollonia-Kapelle beerdigt.
Die ältesten Gräber, die heute noch auf dem Friedhof existieren, sind um 1800 angelegt worden und auf Grund des geschichtsträchtigen Alters nicht entfernt worden.

## Beerdigungen
Möglichkeiten der Beisetzung auf dem Friedhof sind Urnengräber sowie auch Erdbestattungen.
Urnen können in Einzelgräbern, Urnenfamiliengräbern, Rasengräbern, Naturgräbern, Familienrasengräbern, sowie auch Sarggräbern beigestellt und beerdigt werden.
Die Erdbestattung kann in einem Reihengrab, Familiengrab oder Rasengrab stattfinden. Einzelgräber mit Särgen haben in der Regel eine Ruhefrist von 20 Jahren, Urnengräber 15 Jahre. Die Ruhefrist von Familiengräbern jeglicher Art kann im Gegensatz zu Reihengräbern nach Ablauf der 20- bzw. 15-Jahr-Frist verlängert werden.

## Sakralbauten

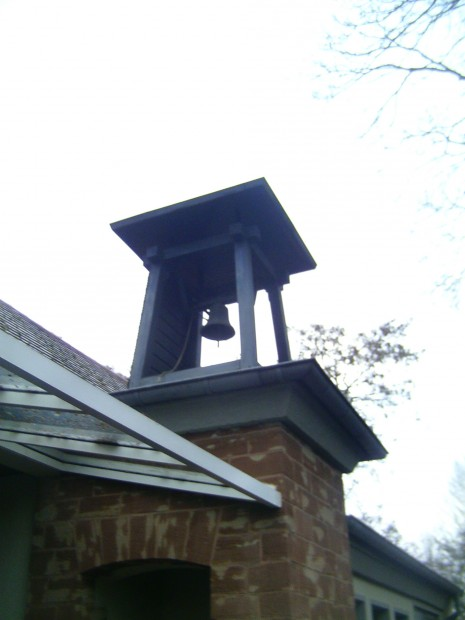
Turm der Friedhofshalle

Auf dem Friedhof existieren zwei Sakralbauten. Die Friedhofskapelle St. Apollonia, welche zu kleineren römisch-katholischen Messfeiern und zur Aussegnungsfeier evangelischer Gemeindemitglieder genutzt wird, sowie die Friedhofshalle, welche jedoch nur noch zur Feier einer kleinen Andacht zwischen einem in einer Kirche durchgeführten Gottesdienst und der Beerdigung im Grab dient. Die Aufbahrung der Leichen erfolgt aufgrund einer hier fehlenden Kühlung in der Leichenhalle des neueren Friedhofes auf dem Kreuzberg.

## Besondere Gräber und Gräber von Prominenten

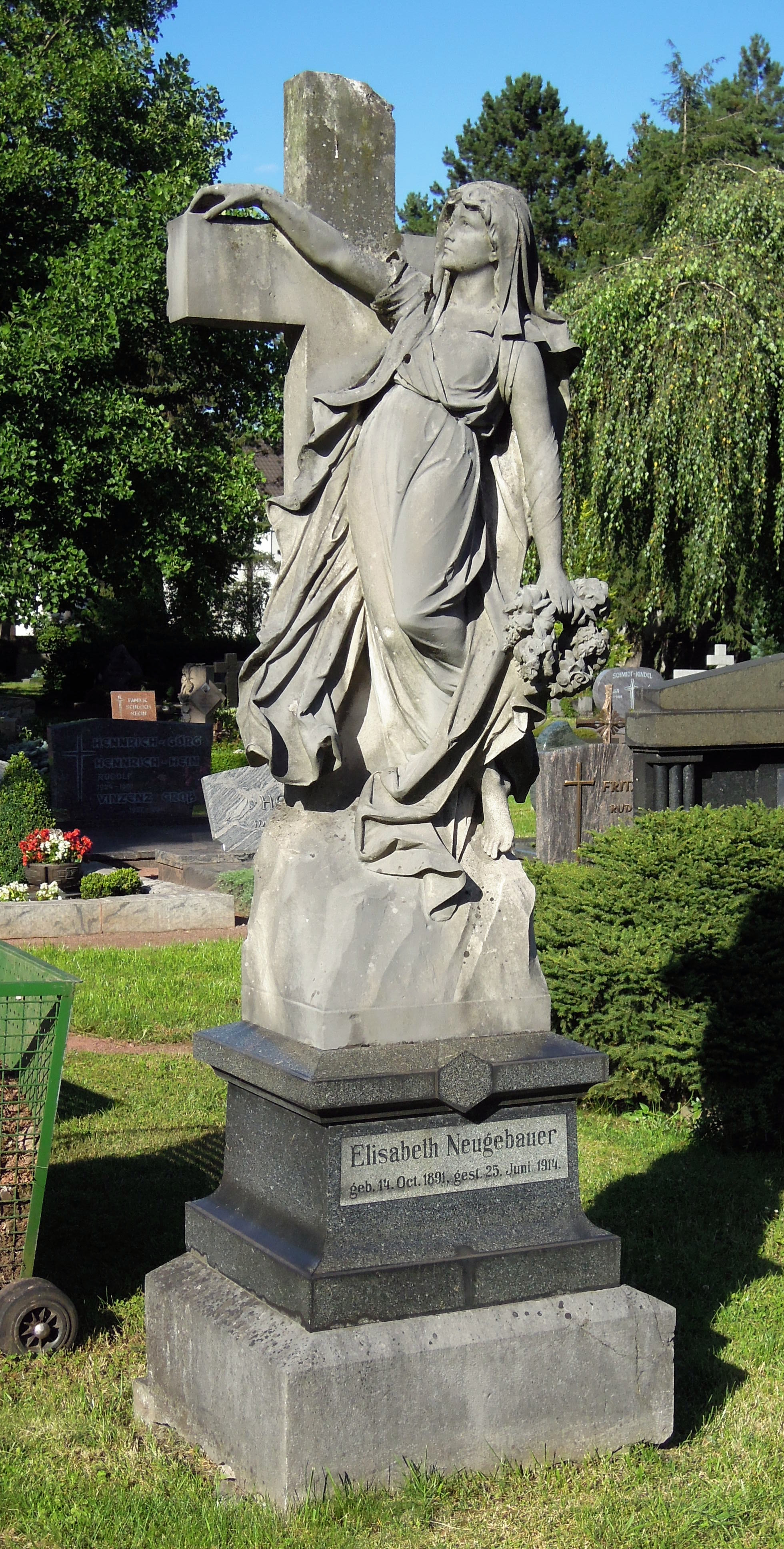
Grab der Elisabeth Neugebauer (14. Oktober 1891 – 25. Juni 1991)

Auf dem Friedhof befinden sich ungefähr 50 Kriegsgräber aus dem Zweiten Weltkrieg. Das Gräberfeld liegt in der Mitte des Friedhofs neben der Friedhofshalle. Des Weiteren ist auf Grund des besonderen Grabsteins das Grab der Elisabeth Neugebauer (14. Oktober 1891 – 25. Juni 1914) bekannt. Der Grabstein in Form eines ca. 3 Meter hohen Engels überstand den Ersten sowie den Zweiten Weltkrieg nahezu unversehrt und steht noch heute.
Weitere bekannte Gräber, in denen ehemalige Pastoren und Bürgermeister des Ortes Fraulautern bestattet worden sind, befinden sich in der Nähe, bzw. vor dem Turm der Apollonia-Kapelle.
Der 1948 gestorbene Fraulauterner Pastor Josef Gilles ist am Ende der Friedhofshalle beerdigt. Über dem eigentlichen Grab befindet sich an der Mauer der Friedhofshalle ein 3 Meter hohes, steinernes Kreuz.

## Sonstiges
Die Stadt Saarlouis hatte um 1990 vor, den Friedhof aufzuheben und ihn anschließend zu einem Park umzuwidmen. Dieses Vorhaben wurde jedoch aufgrund der sich darstellenden örtlichen Mehrheitsmeinung, den Friedhof bestehen zu lassen, gestrichen.